# ويليام كونيل
ويليام كونيل (بالإنجليزية: William Connell)‏ هو سياسي أسترالي، ولد في 21 يناير 1891 في لاونسستون في أستراليا، وتوفي في 14 أبريل 1945 في أستراليا. انتخب عضو مجلس نواب تسمانيا.